# آستوریا (استودیو)

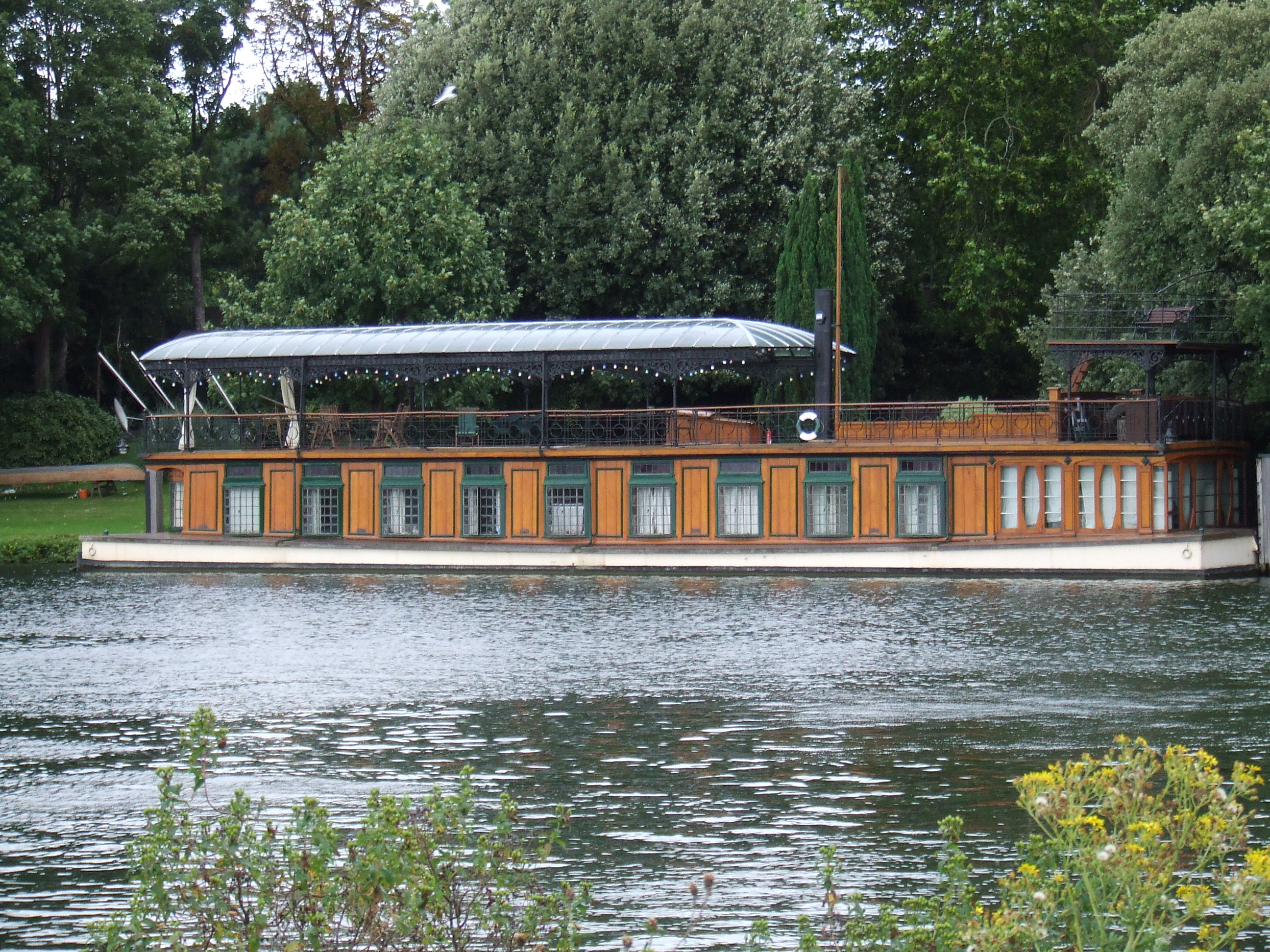
آستوریا

آستوریا (به انگلیسی: Astoria)نام یک قایق چند اتاقه بزرگ است که امکانات استودیوی موسیقی را نیز همراه خود دارد. این استودیو روی رودخانه تیمز نزدیک لندن لنگر انداخته و گیتارنواز گروه موسیقی پینک فلوید؛ دیوید گیلمور مالک این استودیو می‌باشد.
گیلمور این قایق را در ۱۹۸۶ خرید زیرا به گفته خودش «[او] نیمی از عمرش را در استودیوهای موسیقی فاقد پنجره و نور طبیعی صرف کرده بود اما این استودیوی قایقی چندین پنجره و یک منظرهٔ زیبا به بیرون دارد.»
بخش‌هایی از دو آلبوم آخر پینک فلوید لغزش آنی در عقل و زنگ دسته‌بندی و بخش‌هایی از آلبوم در یک جزیره گیلمور نیز در این استودیو ضبط شده‌است. همچنین از آستوریا برای میکس بخشهایی از آلبوم‌های زنده پینک فلوید، صدای دلچسب رعد و تکانه و آلبوم‌های شخصی گیلمور، آن شب را به خاطر بیاور و زنده در گدانسک، استفاده شده‌است.